# Thenhippalam
Thenhippalam  es una ciudad censal situada en el distrito de Malappuram en el estado de Kerala (India). Su población es de 32045 habitantes (2011). Se encuentra a 25 km de Malappuram y a 19 km de Kozhikode.

## Demografía
Según el censo de 2011 la población de Thenhippalam era de 32045 habitantes, de los cuales 15723 eran hombres y 16322 eran mujeres. Thenhippalam tiene una tasa media de alfabetización del 95,24%, superior a la media estatal del 94%. la alfabetización masculina es del 97,24%, y la alfabetización femenina del 93,35%.